# Norbert Joos
Pour les articles homonymes, voir Joos (homonymie).
 (avril 2014).
Si vous disposez d'ouvrages ou d'articles de référence ou si vous connaissez des sites web de qualité traitant du thème abordé ici, merci de compléter l'article en donnant les références utiles à sa vérifiabilité et en les liant à la section « Notes et références ».
Norbert Joos, souvent appelé Noppa Joos, né le 6 septembre 1960 à Coire (canton des Grisons) et mort le 10 juillet 2016 sur le piz Bernina (canton des Grisons), est un alpiniste suisse.

## Biographie
La carrière de Norbert Joos a commencé tôt : à 12 ans, il a escaladé le Cervin ; peu avant son vingtième anniversaire, il avait escaladé les grandes parois nord des Alpes (Eiger, Cervin et Grandes Jorasses).
Norbert Joos a vaincu 13 des 14 sommets de plus de huit mille mètres, entre 1982 et 2006. En mai 2008, il met fin à sa carrière d'himalayiste après sa sixième tentative de l'ascension de l'Everest, seul sommet de plus de huit mille mètres qu'il n'a pas réussi à escalader.

## Ascensions
| Date            | Sommet                 | Voie                              |
| --------------- | ---------------------- | --------------------------------- |
| 10 juin 1982    | Nanga Parbat, 8 125 m  | Face Diamir route Kinshof         |
| 11 mai 1984     | Manaslu, 8 163 m       | Voie normale nord-ouest           |
| 24 octobre 1984 | Annapurna, 8 091 m     | Face est traversée nord-sud       |
| 19 juin 1985    | K2, 8 611 m            | Dent d'Abruzzi                    |
| 29 mai 1987     | Broad Peak, 8 051 m    | Voie nord-ouest en solitaire      |
| 23 juin 1988    | Gasherbrum II, 8 034 m | Voie normale                      |
| 7 juin 1993     | Hidden Peak, 8 080 m   | Voie nord-ouest des japonais      |
| 23 mai 1994     | Cho Oyu, 8 188 m       | Voie Tichy                        |
| 19 mai 1995     | Dhaulagiri, 8 167 m    | Face nord-est                     |
| 1er mai 1996    | Shishapangma, 8 027 m  | Voie normale du Tibet             |
| 16 mai 2002     | Makalu, 8 485 m        | Voie des français côté nord-ouest |
| 15 mai 2004     | Lhotse, 8 516 m        | Paroi ouest                       |
| 14 mai 2006     | Kangchenjunga, 8 586 m | Paroi sud-est                     |